# Atelopus ignescens
Atelopus ignescens ou rã equatoriana, é uma espécie de sapo da família Bufonidae. Ele era endêmico no Equador. Seu habitat natural eram as florestas úmidas de montanhas, matagais  e pradarias de elevadas altitudes, em áreas tropicais e subtropicais, rios e áreas antropizadas. Está ameaçado pela perda do seu habitat. Acredita-se que ele seria relativamente próximo do Atelopus carrikeri
A rã equatoriana, foi vista pela última vez nos anos 90. Várias campanhas, onde o Centro Jambatu de Investigação e Conservação de Anfíbios no Equador colaborou, foram feitas no intuito de descobrir algum exemplar desta espécie de rã. Foi até feito um concurso, onde o prémio de oitocentos euros era dado a quem encontrasse algum exemplar desta rã. Vários foram os “concorrentes” e, David Jailaca, uma criança jamaicana de 10 anos e os seus pais foram os vencedores, encontraram uma colónia com 43 exemplares da espécie que foram levadas para o Centro Jambatu em 2017.